# جون غرانت (سياسي)
جون غرانت (بالإنجليزية: John Grant)‏ هو نقابي وسياسي أسترالي، ولد في 1857 في المملكة المتحدة، وتوفي في 19 مايو 1928 في أستراليا. حزبياً، نشط في حزب العمال الأسترالي. وقد انتخب عضو مجلس الشيوخ الأسترالي ‏ عن دائرة نيوساوث ويلز ‏ (1 يوليو 1923 – 19 مايو 1928) وانتخب عضو مجلس الشيوخ الأسترالي ‏ عن دائرة نيوساوث ويلز ‏ (5 سبتمبر 1914 – 30 يونيو 1920).